# Frickius variolosus
Frickius variolosus là một loài bọ cánh cứng trong họ Geotrupidae. Loài này được Germain miêu tả khoa học năm 1897.